# Estancia Vieja 1.ª Sección
Estancia Vieja 1.ª Sección es una localidad del municipio de Centro ubicado en la subregión centro del estado mexicano de Tabasco.

## Geografía
La localidad de Estancia Vieja 1.ª Sección se sitúa en las coordenadas geográficas 17°54′31″N 93°05′11″O / 17.908611, -93.086389, a una elevación de 10 metros sobre el nivel del mar.

## Demografía
Según el Censo de Población y Vivienda 2020, efectuado por el Instituto Nacional de Estadística y Geografía, la localidad de Estancia Vieja 1.ª Sección tiene 1,010 habitantes, de los cuales 508 son del sexo masculino y 502 del sexo femenino. Su tasa de fecundidad es de 2.34 hijos por mujer y tiene 282 viviendas particulares habitadas.
| Gráfica de evolución demográfica de Estancia Vieja 1.ª Sección entre 1910 y 2020 |
|                                                                                  |
| INEGI.                                                                           |